# Narancsfejű trupiál
A narancsfejű trupiál (Icterus auricapillus) a madarak osztályánakverébalakúak (Passeriformes) rendjébe, azon belül a csirögefélék (Icteridae) családjába tartozó faj.

## Rendszerezése
A fajt John Cassin amerikai ornitológus írta le 1848-ban.

## Előfordulása
Panamában és Dél-Amerika északi részén, Kolumbia és Venezuela területén honos. Természetes élőhelyei a szubtrópusi és trópusi síkvidéki esőerdők és lombhullató erdők, valamint ültetvények. Állandó, nem vonuló faj.

## Megjelenése
Átlagos testhossza 18 centiméter, testtömege 32 gramm.

## Életmódja
Ízeltlábúakkal, gyümölcsökkel és nektárral táplálkozik.

## Természetvédelmi helyzete
Az elterjedési területe rendkívül nagy, egyedszáma pedig stabil. A Természetvédelmi Világszövetség Vörös listáján nem fenyegetett fajként szerepel.